# Archives fédérales-Archives militaires

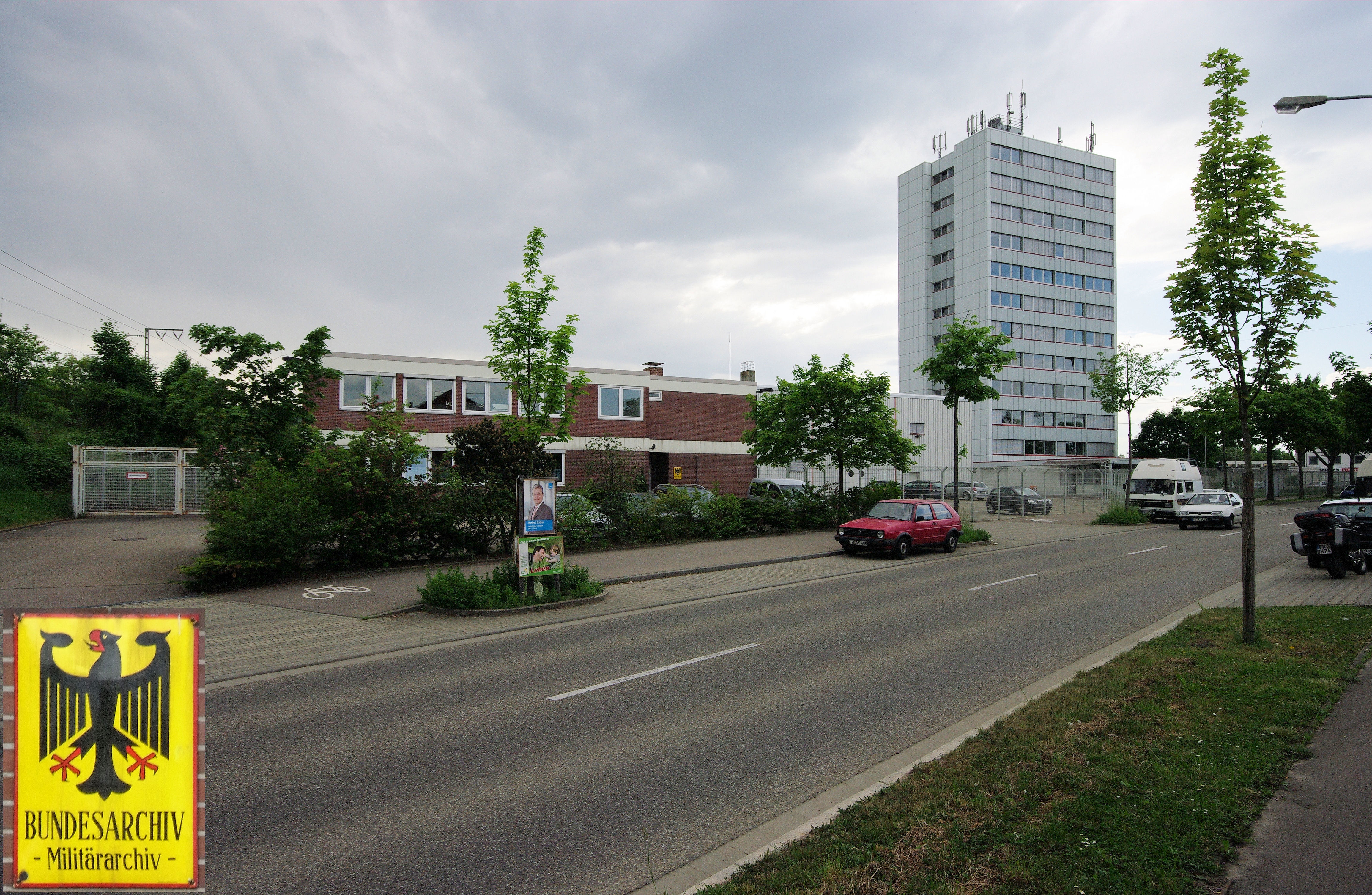
Bâtiment des Archives fédérales-Archives militaires à Fribourg

Les Archives fédérales-Archives militaires (BArch-MA) à Fribourg-en-Brisgau (également Archives militaires de Fribourg) sont un département des Archives fédérales pour la sauvegarde, le catalogage et la conservation des documents militaires allemands depuis 1867.
Les Archives militaires sont créées à Coblence en 1955, année de la création de la Bundeswehr. Le premier directeur jusqu'en 1960 est Erich Murawski (de), qui, en tant qu'ancien officier, réussit particulièrement bien à obtenir des legs privés d'officiers de rang supérieur pour les archives. En 1968, le département est transféré à l'ancien siège du Bureau de recherche historique militaire à Fribourg-en-Brisgau, dont elle reprend les fonds d'archives de son centre de documentation simultanément dissous. En 1990, les fonds des Archives militaires de Potsdam (de) de la RDA sont également intégrés.
En juillet 2024, les Archives fédérales annoncent qu'elles fermeraient les Archives militaires de Fribourg à la fin de 2038 : leurs fonds doivent être affectés « à leurs contextes de transmission historique respectifs » et répartis sur d'autres sites des Archives fédérales, notamment Coblence, Berlin-Lichterfelde (« Documents du Reich allemand ») et Berlin-Lichtenberg (« Transmission centrale de l'État de la RDA ») ; Cette concentration a pour but de permettre un stockage selon des normes élevées dans des entrepôts plus grands, de faciliter les recherches spécifiques à une période sur les différents sites et d'accélérer la mise à disposition et la numérisation des documents dans nos propres ateliers.

## Fonds
Le service des Archives militaires gère les archives suivantes :
- Legs de militaires allemands depuis 1864,
- Collections d'histoire militaire,
- l'armée prussienne de 1867,
- les forces armées de la Confédération de l'Allemagne du Nord et de l'armée impériale ,
- la marine impériale ,
- les troupes de protection et les Corps francs,
- la Reichswehr,
- la Wehrmacht et la Waffen-SS,
- les unités de travail allemandes au service des Alliés,
- l'Armée nationale populaire, y compris les troupes frontalières de la RDA et
- la Bundeswehr.

Ses fonds comprennent les dossiers du Haut Commandement de la Wehrmacht avec son État-major de commandement et le Bureau de l'économie de la défense et de l'armement (de), du Haut commandement de l'Armée avec son État-major général et le chef des Archives de l'armée, les journaux de guerre des groupes d'armées, des armées, des corps et des divisions, les unités flottantes de la Marine, ainsi que des documents du ministère de l'Aviation du Reich, des journaux de guerre systématisés par districts militaires et des dossiers individuels des commandements d'armement et des inspections d'armement. En outre, on y trouve également les legs privés d'officiers militaires tels qu'Erwin Rommel, Alfred von Tirpitz, Alfred von Schlieffen ou Friedrich Paulus, ainsi que les documents du Bureau Blank du BMVg et donc toutes les sources sur l'histoire ancienne de la Bundeswehr (comme le Mémorandum Himmerod). En 1990, la plus grande partie des documents des ministères du Reich de l'Intérieur, de l'Économie, de l'Alimentation et de l'Agriculture, du Travail, des Affaires ecclésiastiques, des Transports, des Sciences et de l'Éducation provenaient des Archives de l'Armée à Potsdam (anciennement Archives du Reich). Le cœur des dossiers de Potsdam se compose d'une collection de cartes d'environ 3 500 cartes des deux guerres mondiales, d'originaux et de photocopies de documents de la Wehrmacht qui sont transmis aux Archives militaires allemandes par des particuliers, ainsi que d'un certain nombre de legs. Des informations sur les dossiers du personnel de la Seconde Guerre mondiale peuvent être obtenues auprès du Bureau de service allemand (WASt). Les informations sur les soldats de toutes les forces armées allemandes peuvent être trouvés sur le site Internet du Centre de la Bundeswehr pour l'histoire militaire et les sciences sociales

## Pertes
Les documents des bureaux centraux de la Wehrmacht et du commandement de l'armée, des bureaux et des troupes de l'armée au-dessous du niveau divisionnaire et de l'armée de l'air sont en grande partie perdus. En revanche, la majorité des journaux de guerre des autorités de commandement de l'armée et des états-majors divisionnaires jusqu'en 1943, ainsi que les archives de la marine, ont survécu à la guerre. La majorité des archives de l'armée prussienne ainsi que les stocks militaires déjà archivés de la Reichswehr et de la Wehrmacht sont détruits lors du raid aérien sur Potsdam le 14 avril 1945. D'autres documents militaires peuvent être trouvés au Centre de documentation de Berlin (de). Les dossiers de la période antérieure à 1867 sont conservés dans les Archives d'État secrètes du patrimoine culturel prussien (de) .